# Violetta en Vivo
Violetta En Vivo je první turné seriálu Disney Channel Violetta. Koncerty se konaly v Latinské Americe a v Evropě. Na základě úspěchu seriálu bylo na začátku roku 2013 oznámeno, že se hlavní představitelé seriálu na čele s Martinou Stoessel, Jorgem Blancem, Diegem Domínguezem a dalšími představí v živé koncertní show v Jižní Americe a Evropě. Turné s názvem Violetta en Vivo odstartovalo 13. července 2013 v Teatro Gran Rex v Buenos Aires. Z Evropských zemí turné navštívilo Španělsko, Itálii a Francii. Tour skončila 4. března 2014 znovu v Buenos Aires a dočkala se pozitivních ohlasů mezi fanoušky i kritiky.

## Seznamy skladeb
| Buenos Aires (2013) | Latinská Amerika | Evropa a Buenos Aires (2014) |
| --- | --- | --- |
| 1. Hoy Somos Más (Všichni) 2. Tienes El Talento (Všichni) 3. Euforia (Všichni) 4. Habla Si Puedes (Martina Stoessel) 5. Podemos (Martina Stoessel a Jorge Blanco) 6. Ahí estaré (Mercedes Lambre a Facundo Gambandé) 7. Are You Ready For The Ride? (Jorge Blanco, Nicolás Garnier, Facundo Gambandé, Samuel Nascimento, Diego Domínguez a Xabiani Ponce De León) 8. Veo Veo (Martina Stoessel, Lodovica Comello a Candelaria Molfese) 9. Voy Por Ti - akusticky(Jorge Blanco) 10. Voy Por Ti (Jorge Blanco) 11. Peligrosamente Bellas (Mercedes Lambre et Alba Rico) 12. Yo Soy Así (Diego Domínguez) 13. Como Quieres (Martina Stoessel) 14. Junto A Ti (Martina Stoessel, Lodovica Comello, Candelaria Molfese) 15. Te Esperaré (Jorge Blanco) 16. On Beat (Všichni) 17. Juntos Somos Más (Všichni bez Martiny Stoessel) 18. En Mi Mundo - akusticky (Martina Stoessel) 19. Ser Mejor (Všichni) 20. Te Creo (Martina Stoessel) 21. En Mi Mundo (Martina Stoessel) | 1. Hoy Somos Más (Všichni) 2. Tienes El Talento (Všichni) 3. Euforia (Všichni) 4. Habla Si Puedes (Martina Stoessel) 5. Podemos (Martina Stoessel a Jorge Blanco) 6. Ahí estaré (Mercedes Lambre a Facundo Gambandé) 7. Are You Ready For The Ride? (Jorge Blanco, Nicolás Garnier, Facundo Gambandé, Samuel Nascimento, Diego Domínguez a Xabiani Ponce De León) 8. Alcancemos Las Estrellas (Martina Stoessel, Mercedes Lambre, Candelaria Molfese a Alba Rico) 9. Voy Por Ti - akusticky (Jorge Blanco) 10. Voy Por Ti (Jorge Blanco) 11. Nuestro Camino (Martina Stoessel a Jorge Blanco) 12. Veo Veo (Martina Stoessel, Lodovica Comello a Candelaria Molfese) 13. Peligrosamente Bellas (Mercedes Lambre a Alba Rico) 14. Entre Dos Mundos (Jorge Blanco) 15. Te Fazer Feliz (Samuel Nascimento, Jorge Blanco, Nicolás Garnier a Facundo Gambandé) 16. Yo Soy Así (Diego Domínguez) 17. Como Quieres (Martina Stoessel) 18. Junto A Ti (Martina Stoessel, Lodovica Comello, Candelaria Molfese) 19. Tu Foto De Verano (Jorge Blanco, Nicolás Garnier, Facundo Gambandé, Samuel Nascimento, Diego Domínguez a Xabiani Ponce De León) 20. Te Esperaré (Jorge Blanco) 21. On Beat (Všichni) 22. Juntos Somos Más (Všichni bez Martiny Stoessel) 23. En Mi Mundo - akusticky (Martina Stoessel) 24. Ser Mejor (Všichni) 25. Te Creo (Martina Stoessel) 26. En Mi Mundo (Martina Stoessel) | 1. Hoy Somos Más (Všichni) 2. Tienes El Talento (Všichni) 3. Euforia (Všichni) 4. Habla Si Puedes (Martina Stoessel) 5. Podemos (Martina Stoessel a Jorge Blanco) 6. Ahí estaré (Mercedes Lambre a Facundo Gambandé) 7. Are You Ready For The Ride? (Jorge Blanco, Nicolás Garnier, Facundo Gambandé, Samuel Nascimento, Diego Domínguez a Xabiani Ponce De León) 8. Alcancemos Las Estrellas (Martina Stoessel, Mercedes Lambre, Candelaria Molfese a Alba Rico) 9. Voy Por Ti - akusticky (Jorge Blanco) 10. Voy Por Ti (Jorge Blanco) 11. Nuestro Camino (Martina Stoessel a Jorge Blanco) 12. Veo Veo (Martina Stoessel, Lodovica Comello a Candelaria Molfese) 13. Luz, Camara y Acción (Ruggero Pasquarelli) 14. Entre Dos Mundos(Jorge Blanco) 15. Peligrosamente Bellas (Mercedes Lambre a Alba Rico) 16. Yo Soy Así (Diego Domínguez) 17. Como Quieres (Martina Stoessel) 18. Ven Y Canta (Ruggero Pasquare a Lodovica Comello) 19. Junto A Ti (Martina Stoessel, Lodovica Comello, Candelaria Molfese) 20. Tu Foto De Verano (Jorge Blanco, Nicolás Garnier, Facundo Gambandé, Samuel Nascimento, Diego Domínguez a Xabiani Ponce De León) 21. Te Esperaré (Jorge Blanco) 22. On Beat (Všichni) 23. Juntos Somos Más (Všichni bez Martiny Stoessel) 24. En Mi Mundo Akusticky (Martina Stoessel) 25. Ser Mejor - (Všichni) 26. Te Creo (Martina Stoessel) 27. En Mi Mundo - (Martina Stoessel) |

## Seznam Koncertů
| První část - Latinská Amerika |                     |           |                                               |
| Datum                         | Město               | Země      | Místo                                         |
| 13. července 2013             | Buenos Aires        | Argentina | Teatro Gran Rex                               |
| 14. července 2013             | Buenos Aires        | Argentina | Teatro Gran Rex                               |
| 16. července 2013             | Buenos Aires        | Argentina | Teatro Gran Rex                               |
| 17. července 2013             | Buenos Aires        | Argentina | Teatro Gran Rex                               |
| 18. července 2013             | Buenos Aires        | Argentina | Teatro Gran Rex                               |
| 19. července 2013             | Buenos Aires        | Argentina | Teatro Gran Rex                               |
| 20. července 2013             | Buenos Aires        | Argentina | Teatro Gran Rex                               |
| 21. července 2013             | Buenos Aires        | Argentina | Teatro Gran Rex                               |
| 23. července 2013             | Buenos Aires        | Argentina | Teatro Gran Rex                               |
| 24. července 2013             | Buenos Aires        | Argentina | Teatro Gran Rex                               |
| 25. července 2013             | Buenos Aires        | Argentina | Teatro Gran Rex                               |
| 26. července 2013             | Buenos Aires        | Argentina | Teatro Gran Rex                               |
| 27. července 2013             | Buenos Aires        | Argentina | Teatro Gran Rex                               |
| 28. července 2013             | Buenos Aires        | Argentina | Teatro Gran Rex                               |
| 2. srpna 2013                 | Buenos Aires        | Argentina | Teatro Gran Rex                               |
| 3. srpna 2013                 | Buenos Aires        | Argentina | Teatro Gran Rex                               |
| 4. srpna 2013                 | Buenos Aires        | Argentina | Teatro Gran Rex                               |
| 9. srpna 2013                 | Buenos Aires        | Argentina | Teatro Gran Rex                               |
| 10. srpna 2013                | Buenos Aires        | Argentina | Teatro Gran Rex                               |
| 11. srpna 2013                | Buenos Aires        | Argentina | Teatro Gran Rex                               |
| 15. srpna 2013                | Buenos Aires        | Argentina | Teatro Gran Rex                               |
| 16. srpna 2013                | Buenos Aires        | Argentina | Teatro Gran Rex                               |
| 17. srpna 2013                | Buenos Aires        | Argentina | Teatro Gran Rex                               |
| 18. srpna 2013                | Buenos Aires        | Argentina | Teatro Gran Rex                               |
| 23. srpna 2013                | Buenos Aires        | Argentina | Teatro Gran Rex                               |
| 24. srpna 2013                | Buenos Aires        | Argentina | Teatro Gran Rex                               |
| 25. srpna 2013                | Buenos Aires        | Argentina | Teatro Gran Rex                               |
| 27. srpna 2013                | Buenos Aires        | Argentina | Teatro Gran Rex                               |
| 30. srpna 2013                | Buenos Aires        | Argentina | Teatro Gran Rex                               |
| 31. srpna 2013                | Buenos Aires        | Argentina | Teatro Gran Rex                               |
| 1. září 2013                  | Buenos Aires        | Argentina | Teatro Gran Rex                               |
| 5. září 2013                  | Buenos Aires        | Argentina | Teatro Gran Rex                               |
| 6. září 2013                  | Buenos Aires        | Argentina | Teatro Gran Rex                               |
| 7. září 2013                  | Buenos Aires        | Argentina | Teatro Gran Rex                               |
| 8. září 2013                  | Buenos Aires        | Argentina | Teatro Gran Rex                               |
| 10. září 2013                 | Buenos Aires        | Argentina | Teatro Gran Rex                               |
| 11. září 2013                 | Buenos Aires        | Argentina | Teatro Gran Rex                               |
| 14. září 2013                 | Buenos Aires        | Argentina | Teatro Gran Rex                               |
| 15. září 2013                 | Buenos Aires        | Argentina | Teatro Gran Rex                               |
| 28. září 2013                 | Asunción            | Paraguay  | Polideportivo del Club Sol de América         |
| 29. září 2013                 | Asunción            | Paraguay  | Polideportivo del Club Sol de América         |
| 3. října 2013                 | Santa Fe            | Argentina | Estadio Cubierto del Club Unión               |
| 4. října 2013                 | Santa Fe            | Argentina | Estadio Cubierto del Club Unión               |
| 6. října 2013                 | Rosario             | Argentina | Metropolitano                                 |
| 7. října 2013                 | Rosario             | Argentina | Metropolitano                                 |
| 9. října 2013                 | Neuquén             | Argentina | Estadio Ruca Che                              |
| 11. října 2013                | Santiago            | Chile     | Movistar Arena                                |
| 12. října 2013                | Santiago            | Chile     | Movistar Arena                                |
| 13. října 2013                | Santiago            | Chile     | Movistar Arena                                |
| 16. října 2013                | Mendoza             | Argentina | Arena Maipú                                   |
| 17. října 2013                | Mendoza             | Argentina | Arena Maipú                                   |
| 19. října 2013                | Córdoba             | Argentina | Orfeo Superdomo                               |
| 20. října 2013                | Córdoba             | Argentina | Orfeo Superdomo                               |
| 21. října 2013                | Córdoba             | Argentina | Orfeo Superdomo                               |
| 26. října 2013                | São Paulo           | Brazílie  | Credicard Hall                                |
| 27. října 2013                | São Paulo           | Brazílie  | Credicard Hall                                |
| 28. října 2013                | São Paulo           | Brazílie  | Credicard Hall                                |
| 2. listopadu 2013             | Montevideo          | Uruguay   | Teatro de Verano                              |
| 3. listopadu 2013             | Montevideo          | Uruguay   | Teatro de Verano                              |
| 6. listopadu 2013             | Lima                | Peru      | Jockey Club                                   |
| 8. listopadu 2013             | Ciudad de México    | Mexiko    | Auditorio Nacional                            |
| 9. listopadu 2013             | Ciudad de México    | Mexiko    | Auditorio Nacional                            |
| 10. listopadu 2013            | Ciudad de México    | Mexiko    | Auditorio Nacional                            |
| 13. listopadu 2013            | Ciudad de Guatemala | Guatemala | Jockey Club                                   |
| 15. listopadu 2013            | Valencia            | Venezuela | Forum de Valencia                             |
| 16. listopadu 2013            | Caracas             | Venezuela | Poliedro de Caracas                           |
| 17. listopadu 2013            | Caracas             | Venezuela | Poliedro de Caracas                           |
| Druhá část - Evropa           |                     |           |                                               |
| Datum                         | Město               | Země      | Místo                                         |
| 29. listopadu 2013            | Barcelona           | Španělsko | Palau Sant Jordi                              |
| 30. listopadu 2013            | Barcelona           | Španělsko | Palau Sant Jordi                              |
| 1. prosince 2013              | Barcelona           | Španělsko | Palau Sant Jordi                              |
| 4. prosince 2013              | Bilbao              | Španělsko | Bilbao Arena Miribilla                        |
| 5. prosince 2013              | Bilbao              | Španělsko | Bilbao Arena Miribilla                        |
| 6. prosince 2013              | Bilbao              | Španělsko | Bilbao Arena Miribilla                        |
| 7. prosince 2013              | Madrid              | Španělsko | Palacio de Deportes                           |
| 8. prosince 2013              | Madrid              | Španělsko | Palacio de Deportes                           |
| 10. prosince 2013             | Sevilla             | Španělsko | Palacio de Deportes San Pablo                 |
| 12. prosince 2013             | Valencia            | Španělsko | Pabellón Fuente de San Luis                   |
| 13. prosince 2013             | Valencia            | Španělsko | Pabellón Fuente de San Luis                   |
| 14. prosince 2013             | Malaga              | Španělsko | Palacio de Deportes José María Martín Carpena |
| 15. prosince 2013             | Malaga              | Španělsko | Palacio de Deportes José María Martín Carpena |
| 3. ledna 2014                 | Milán               | Itálie    | Mediolanum Forum                              |
| 4. ledna 2014                 | Milán               | Itálie    | Mediolanum Forum                              |
| 5. ledna 2014                 | Milán               | Itálie    | Mediolanum Forum                              |
| 6. ledna 2014                 | Bologna             | Itálie    | Unipol Arena                                  |
| 10. ledna 2014                | Řím                 | Itálie    | PalaLottomatica                               |
| 11. ledna 2014                | Řím                 | Itálie    | PalaLottomatica                               |
| 12. ledna 2014                | Řím                 | Itálie    | PalaLottomatica                               |
| 15. ledna 2014                | Paříž               | Francie   | Le Grand Rex                                  |
| 17. ledna 2014                | Paříž               | Francie   | Le Grand Rex                                  |
| 18. ledna 2014                | Paříž               | Francie   | Le Grand Rex                                  |
| 19. ledna 2014                | Paříž               | Francie   | Le Grand Rex                                  |
| 21. ledna 2014                | Neapol              | Itálie    | PalaPartenope                                 |
| 22. ledna 2014                | Neapol              | Itálie    | PalaPartenope                                 |
| 23. ledna 2014                | Neapol              | Itálie    | PalaPartenope                                 |
| 25. ledna 2014                | Catania             | Itálie    | PalaCatania                                   |
| 26. ledna 2014                | Catania             | Itálie    | PalaCatania                                   |
| 28. ledna 2014                | Padova              | Itálie    | PalaFabris                                    |
| 29. ledna 2014                | Padova              | Itálie    | PalaFabris                                    |
| 31. ledna 2014                | Florencie           | Itálie    | Nelson Mandela Forum                          |
| 1. února 2014                 | Florencie           | Itálie    | Nelson Mandela Forum                          |
| 2. února 2014                 | Turín               | Itálie    | Palasport Olimpico                            |
| Třetí část - Latinská Amerika |                     |           |                                               |
| Datum                         | Město               | Země      | Místo                                         |
| 28. února 2014                | Buenos Aires        | Argentina | Luna Park                                     |
| 1. března 2014                | Buenos Aires        | Argentina | Luna Park                                     |
| 2. března 2014                | Buenos Aires        | Argentina | Luna Park                                     |
| 3. března 2014                | Buenos Aires        | Argentina | Luna Park                                     |
| 4. března 2014                | Buenos Aires        | Argentina | Luna Park                                     |